# Tous les morts
Pour plus de détails, voir Fiche technique et Distribution.
Tous les morts (Todos os Mortos) est un film brésilien réalisé par Marco Dutra et Caetano Gotardo, sorti en 2020.
Il est sélectionné en compétition officielle à la Berlinale 2020.

## Synopsis
À São Paulo, en 1899, deux femmes essaient de s'occuper de leur mère âgée après la mort de la gouvernante de cette dernière.

## Fiche technique
Sauf indication contraire, les informations mentionnées dans cette section peuvent être confirmées par les bases de données cinématographiques IMDb et Allociné,  présentes dans la section « Liens externes ».
- Titre original : Todos os Mortos
- Titre français : Tous les morts
- Réalisation et scénario : Marco Dutra et Caetano Gotardo
- Musique : Gui Braz et Salloma Salomão
- Direction artistique : Juliana Lobo
- Costumes : Gabriella Marra
- Photographie : Hélène Louvart
- Montage : Marco Dutra, Caetano Gotardo et Juliana Rojas
- Pays d'origine :  Brésil
- Format : couleurs - 1,85:1 - 35 mm
- Genre : drame
- Durée : 120 minutes
- Dates de sortie :
  - Allemagne : 21 février 2020 (Berlinale)
  - France : 2 octobre 2020 (Festival Indépendances et création à Auch) ; 3 octobre 2020 (Festival Biarritz Amérique latine) ; 2 juin 2022 (VOD)

## Distribution
Sauf indication contraire, les informations mentionnées dans cette section peuvent être confirmées par les bases de données cinématographiques IMDb et Allociné,  présentes dans la section « Liens externes ».
- Mawusi Tulani : Iná
- Clarissa Kiste : Maria
- Carolina Bianchi : Ana
- Thaia Perez : Isabel
- Agyei Augusto : João
- Leonor Silveira : Dona Romilda
- Alaíde Costa : Josefina
- Rogério Brito : Antônio
- Thomas Aquino : Eduardo

## Distinctions

### Sélections
- Berlinale 2020 :  sélection en compétition officielle
- Festival international du film de Saint-Sébastien 2020 : sélection en section Horizontes latinos